# You Were Mad for Me
A You Were Mad for Me a Freddie and the Dreamers 1964-ben megjelent második nagylemeze. Az azonos című dal 1963-ban jelent meg kislemezen, ezen az albumon viszont nem kapott helyet. 
A lemezen ismert slágerek feldolgozásai hallhatók, ilyen például a What'd I Say (eredeti előadója Ray Charles), a See You Later, Alligator vagy a Johnny B. Goode (előbbinek Bill Haley, utóbbinak Chuck Berry volt az eredeti előadója).

## Dalok
1. "Jailer Bring Me Water" (Bobby Darin)
2. "It Doesn't Matter Anymore" (Paul Anka)
3. "Tell Me When" (Geoff Stephens, Les Reed)
4. "Cut Across Shorty" (Marijohn Wilkin, Wayne Walker)
5. "I'll Never Dance Again" (Barry Mann, Mike Anthony)
6. "What'd I Say" (Ray Charles)
7. "See You Later, Alligator" (Robert Guidry)
8. "Early in the Morning" (Bobby Darin, Woody Harris)
9. "I Think of You" (Peter Lee Stirling)
10. "Only You" (Ande Rand, Buck Ram)
11. "Johnny B. Goode" (Bo Diddley, Chuck Berry)
12. "I Don't Love You Anymore" (John Carter, Ken Lewis, Geoff Stephens)
13. "Say It Isn't True" (Chad Stuart, Russell Alquist)
14. "Write Me a Letter" (Peter Lee Stirling)

## Közreműködött
- Freddie Garrity – ének
- Derek Quinn – szólógitár
- Roy Crewdson – ritmusgitár, ének
- Pete Birrell – basszusgitár, ének
- Bernie Dwyer – dob, ütőhangszerek